# Van der Pekbuurt

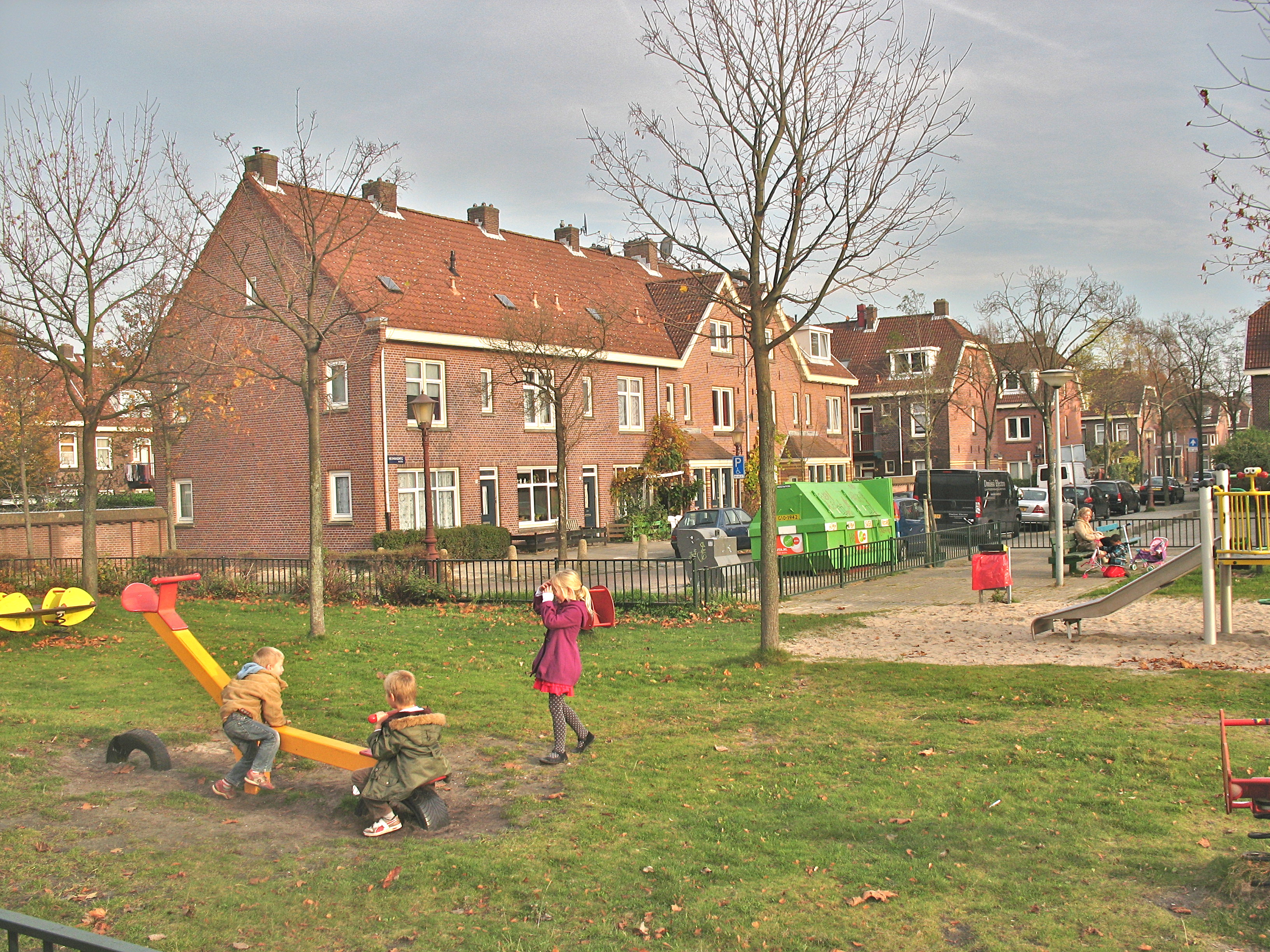
Speelplaats aan de Heimansweg.

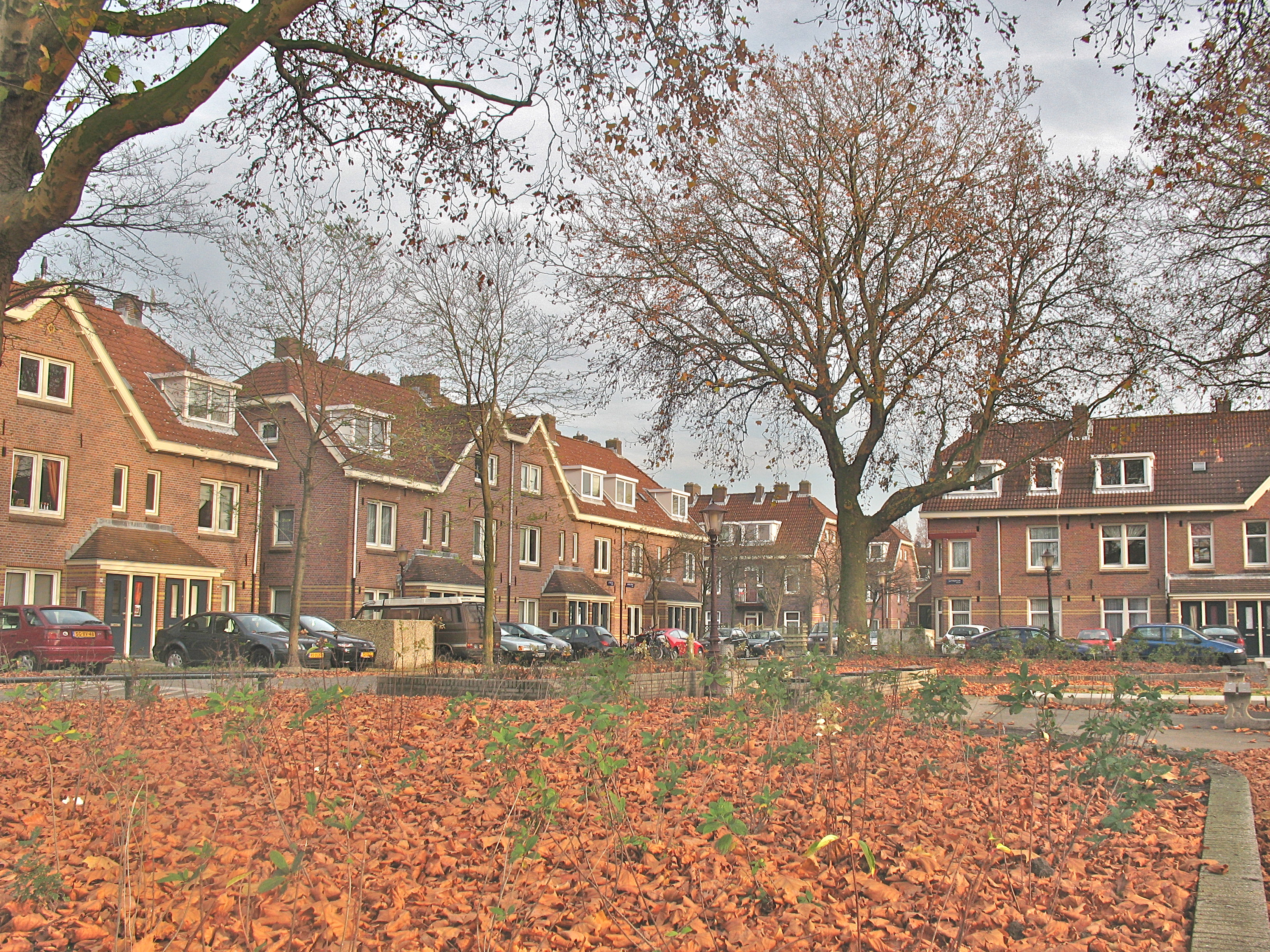
Lupineplein in de Van der Pekbuurt

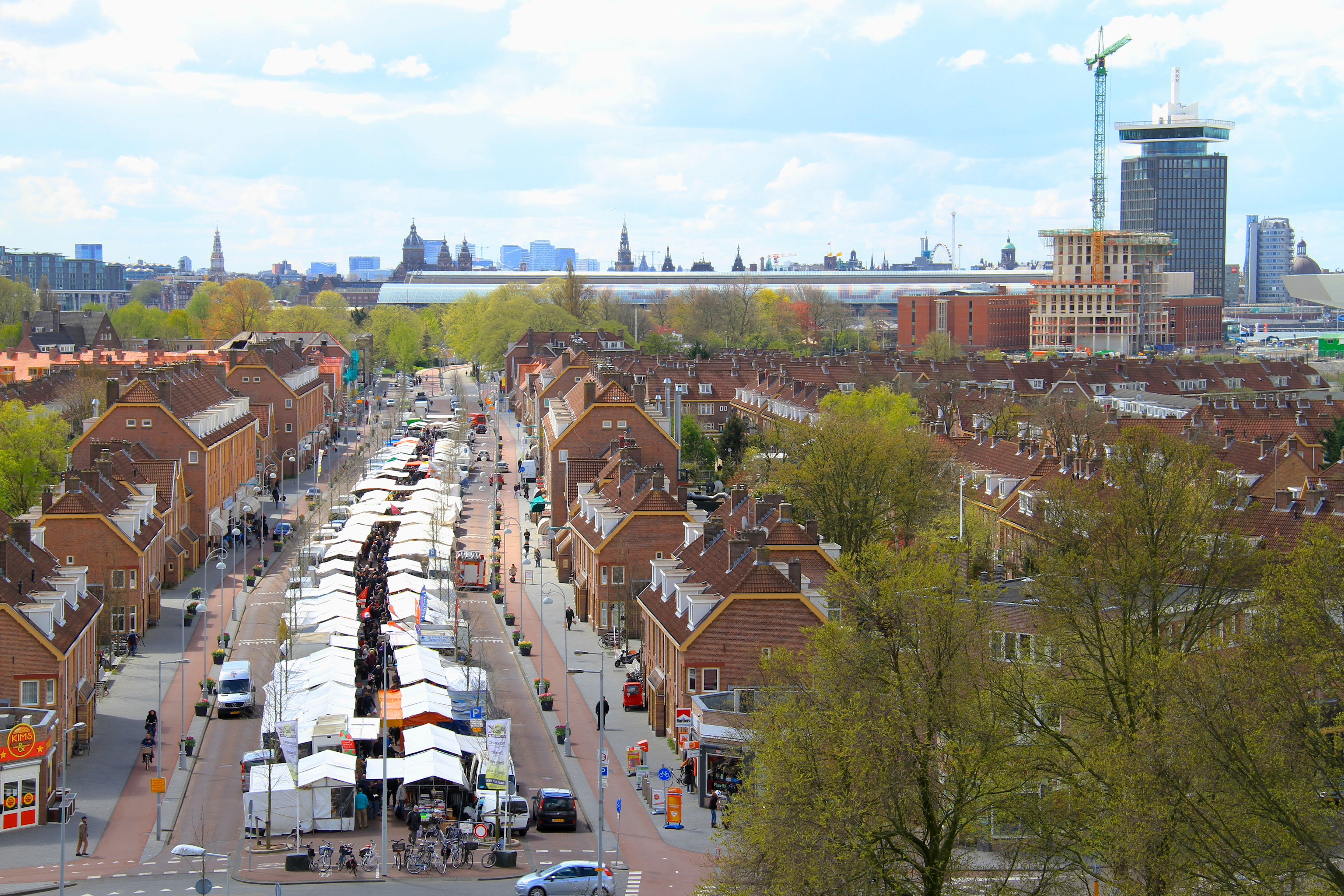
Overzichtsfoto Van der Pekbuurt

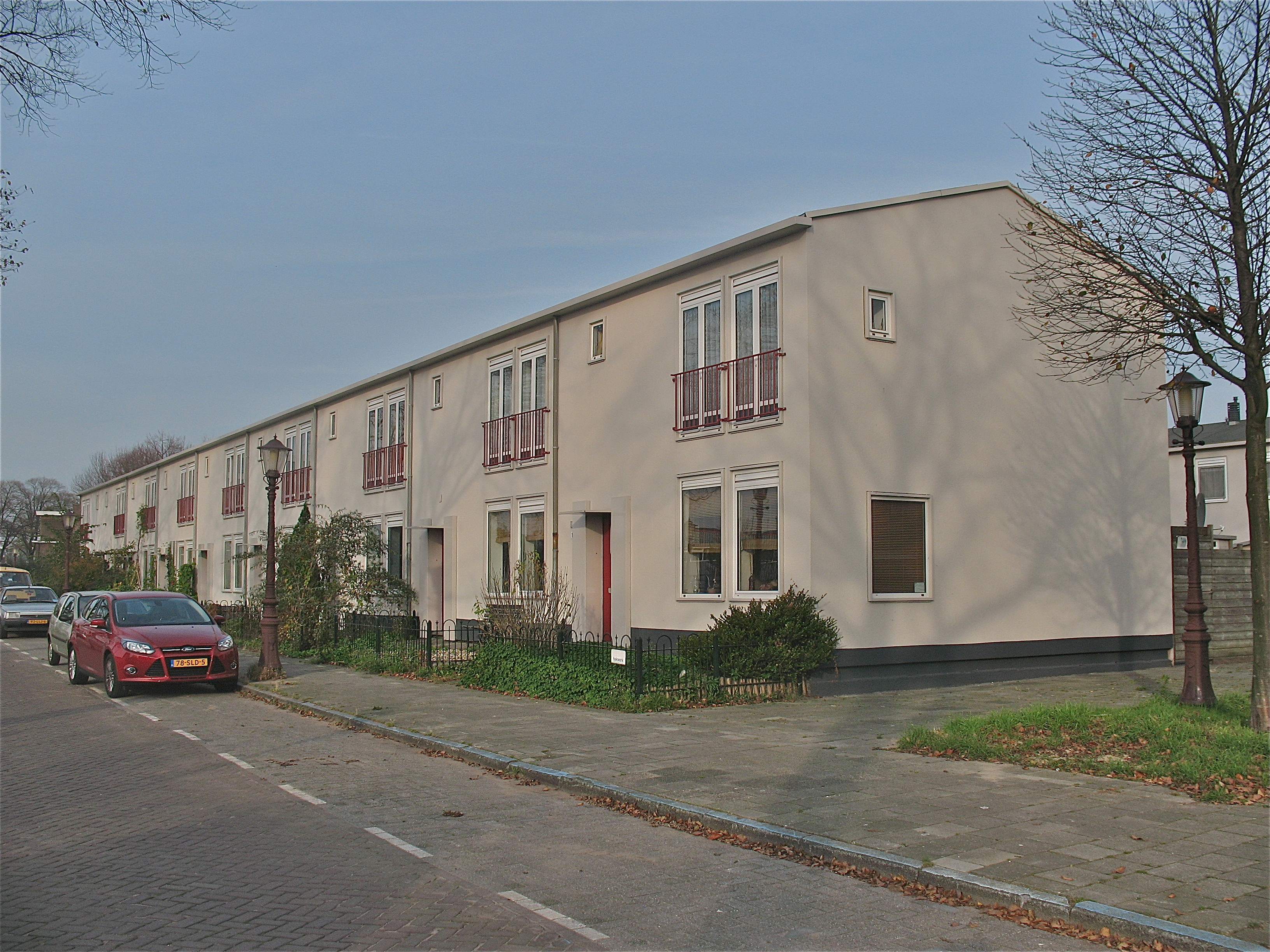
Duplexwoningen aan de Ranonkelkade

De Van der Pekbuurt is een buurt in de droogmakerij Buiksloterham in Amsterdam-Noord, vlak bij het Buiksloterwegveer, ook bekend als de Tolhuispont. De Van der Pekbuurt ligt tussen het Van der Pekplein, de Ranonkelkade, Distelweg, Hagedoornweg en Meidoornweg.
De buurt is opgezet als arbeidersbuurt in het interbellum. Het was een van de eerste tuindorpen die tussen de Eerste en Tweede Wereldoorlog werden ontwikkeld in Amsterdam-Noord om een tegenwicht te bieden aan de verpauperde volksbuurten in de binnenstad. Bovendien wilde men de groeiende groep arbeiders van de nieuwe industrieën en scheepsbouw aan de noordoevers van het IJ dicht bij hun werk huisvesten, om te voorkomen dat een dure oeververbinding tussen de binnenstad en Amsterdam-Noord nodig zou worden.
De tuindorpen in de Watergraafsmeer, Nieuwendam, Buiksloot, de Buiksloterham en bij Oostzaan zijn te danken aan de vooruitstrevende wethouders Floor Wibaut en Monne de Miranda, en de dadendrang van de directeur van de Gemeentelijke Woningdienst Amsterdam, Arie Keppler. Zij hadden vergaande idealen voor een menswaardiger bestaan voor de arbeiders en hun gezinnen.

## Buurt gereed in 1926
De laatste gemeentewoning volgens het oorspronkelijk stedenbouwkundig plan van de gemeente Amsterdam met 1.468 woningen werd opgeleverd in 1926. Vrijwel alle woningen waren ontworpen door de Amsterdamse architect Jan Ernst van der Pek. Een later toegevoegd rijtje bejaardenwoningen aan het Jac. P. Thijsseplein uit 1929 werd ontworpen door J.H. Mulder, werkzaam bij de Gemeentelijke Woningdienst Amsterdam. Van der Pek overleed in 1919, tijdens de bouw van de wijk. Al snel werd besloten de wijk om te dopen tot Van der Pekbuurt.
Hoewel ze wel in dezelfde tijd opkwam, was de buurt eerder een tegenhanger van de Amsterdamse School. In plaats van het omarmen van de stad, werd hier juist de nadruk gelegd op een dorps gevoel. Ook zijn deze arbeiderswoningen onvergelijkbaar met de arbeiderswoningen aan de andere kant van het IJ, omdat het daar altijd etagebouw betrof en het in Amsterdam-Noord vroege voorbeelden waren van laagbouw van arbeiderswoningen. Opvallend zijn de banden gele stenen in de gevels (speklagen).

## Bombardement
In de Tweede Wereldoorlog was de industrie in Amsterdam-Noord doelwit van bommen. Het bombardement van 17 juli 1943 had de Fokker Fabrieken als doel, maar de bommen vielen niet op de fabriek maar kwamen op de omliggende woonwijken terecht, met 158 doden en 119 zwaargewonden als gevolg. Vooral de Van der Pekbuurt werd zwaar getroffen. Dit was het zwaarste bombardement dat Amsterdam trof. Er werden 106 huizen vernietigd, 206 huizen zwaar beschadigd en 676 huizen liepen glas- en dakschade op. Jaarlijks vindt op 17 juli een herdenking plaats op de begraafplaats De Nieuwe Noorder.
Na de oorlog zijn de blokken die nog te herstellen bleken, herbouwd, maar zonder de karakteristieke gele sierbanden. De panden die niet meer te herstellen waren, werden gesloopt. Ervoor in de plaats kwamen bijna honderd duplexwoningen, vooral langs de Ranonkelkade, aan weerszijden van de Geraniumweg. Deze Airey-woningen uit 1949 waren ontworpen door Johannes F. Berghoef.

## Grootschalige renovatie
De buurt telt bijna 5.000 inwoners. Een groot gedeelte van de woningvoorraad wordt verhuurd door woningcorporatie Ymere. Rond 2010 stonden de 1476 woningen op de nominatie voor sloop. De bewoners toonden zich felle tegenstanders van deze plannen. In samenwerking met hen en de gemeente wijzigde Ymere de koers. In 2015 werd gestart met een grootschalige renovatie van de Van der Pekbuurt. Als alle plannen zijn uitgevoerd, is het woonaanbod 60% sociale huur en 40% verkoop en verhuur om de renovatie te kunnen bekostigen.
Architectenbureau Hoogeveen boog zich over het ontwerp. Tijdens de renovatie werd het casco vernieuwd, de indeling van woningen werd aangepast, nieuwe kozijnen geplaatst en nieuwe funderingen gelegd. De buurt is een beschermd dorps- en stadsgezicht en het historische, dorpse karakter werd zo goed als mogelijk aangehouden. Tot in detail is het oorspronkelijke straatbeeld in ere hersteld, te zien aan onder meer de deuren, dakkapellen en de gemetselde tuinmuurtjes.
Eind 2022 is de renovatie van het zuidelijk deel grotendeels afgerond. Het noordelijke deel van de Van der Pekbuurt zal worden gerenoveerd volgens een plan dat is besproken met de Huurdersvereniging van der Pekbuurt en de gemeente. Tijdens de renovatie zullen de woningen worden opgeknapt aan de buitenkant en geïsoleerd van binnen. Er zullen ook veranderingen aan de binnenkant van de woningen plaatsvinden en de woningen zullen gasloos worden gemaakt. Er zal ook samen met de bewoners een plan worden gemaakt voor meer groen in de tuinen. Alle huurders zullen naar hun gerenoveerde woning kunnen terugkeren, of naar een andere gerenoveerde woning in de buurt kunnen verhuizen. Naar verwachting zijn alle woningen in 2033 gerenoveerd.
De renovatie heeft al meerdere prestigieuze prijzen wonnen. In december 2017 heeft Ymere, als opdrachtgever, de Geurt Brinkgreve Bokaal gewonnen voor de meest geslaagde herontwikkeling in Amsterdam. De juryprijs werd uitgereikt tijdens het jaarlijks prijzenfestival van de gemeente Amsterdam voor (nieuw-)bouw in Amsterdam. In 2018, werd de Amsterdamse Nieuwbouwprijs uitgereikt aan Hoogeveen architecten waarbij het renovatieproject van der Pekbuurt is verkozen tot beste nieuwbouwproject van 2018. Een publieksjury selecteerde uit 94 grootschalige renovatie en nieuwbouwprojecten de tien finalisten waarop de Amsterdammer via een publieke stemming kon stemmen.